# Liste der Biografien/Isi
Liste der Biografien |
Portal Biografien |
Personensuche
# |
A |
B |
C |
D |
E |
F |
G |
H |
I |
J |
K |
L |
M |
N |
O |
P |
Q |
R |
S |
T |
U |
V |
W |
X |
Y |
Z |
?
 
Ia |
Ib |
Ic |
Id |
Ie |
If |
Ig |
Ih |
Ii |
Ij |
Ik |
Il |
Im |
In |
Io |
Ip |
Iq |
Ir |
Is |
It |
Iu |
Iv |
Iw |
Ix |
Iy |
Iz
 
Isa |
Isb |
Isc |
Isd |
Ise |
Isf |
Isg |
Ish |
Isi |
Isj |
Isk |
Isl |
Ism |
Isn |
Iso |
Isp |
Isr |
Iss |
Ist |
Isu |
Isw |
Isy
Die Liste der Biografien führt alle Personen auf, die in der deutschsprachigen Wikipedia einen Artikel haben. Dieses ist eine Teilliste mit 57 Einträgen von Personen, deren Namen mit den Buchstaben „Isi“ beginnt.

## Isi
- Isi, ägyptischer Schatzhausvorsteher
- Isi, Gaufürst

### Isia
- Isiah, Alain Maxime (* 1977), Sprinter von St. Kitts und Nevis

### Isid
- Isidor, spätantiker griechischer Philosoph
- Isidor von Kiew († 1463), römisch-katholischer Bischof
- Isidor von Madrid († 1130), Heiliger der römisch-katholischen Kirche
- Isidor von Milet (442–537), griechischer Architekt, Physiker und Mathematiker
- Isidor von Pelusium, Asket, Abt, Theologe
- Isidor von Sevilla († 636), Bischof von Hispale; Verfasser der lateinischen Etymologiae und exegetischer TexteIsidor von Sevilla († 636)

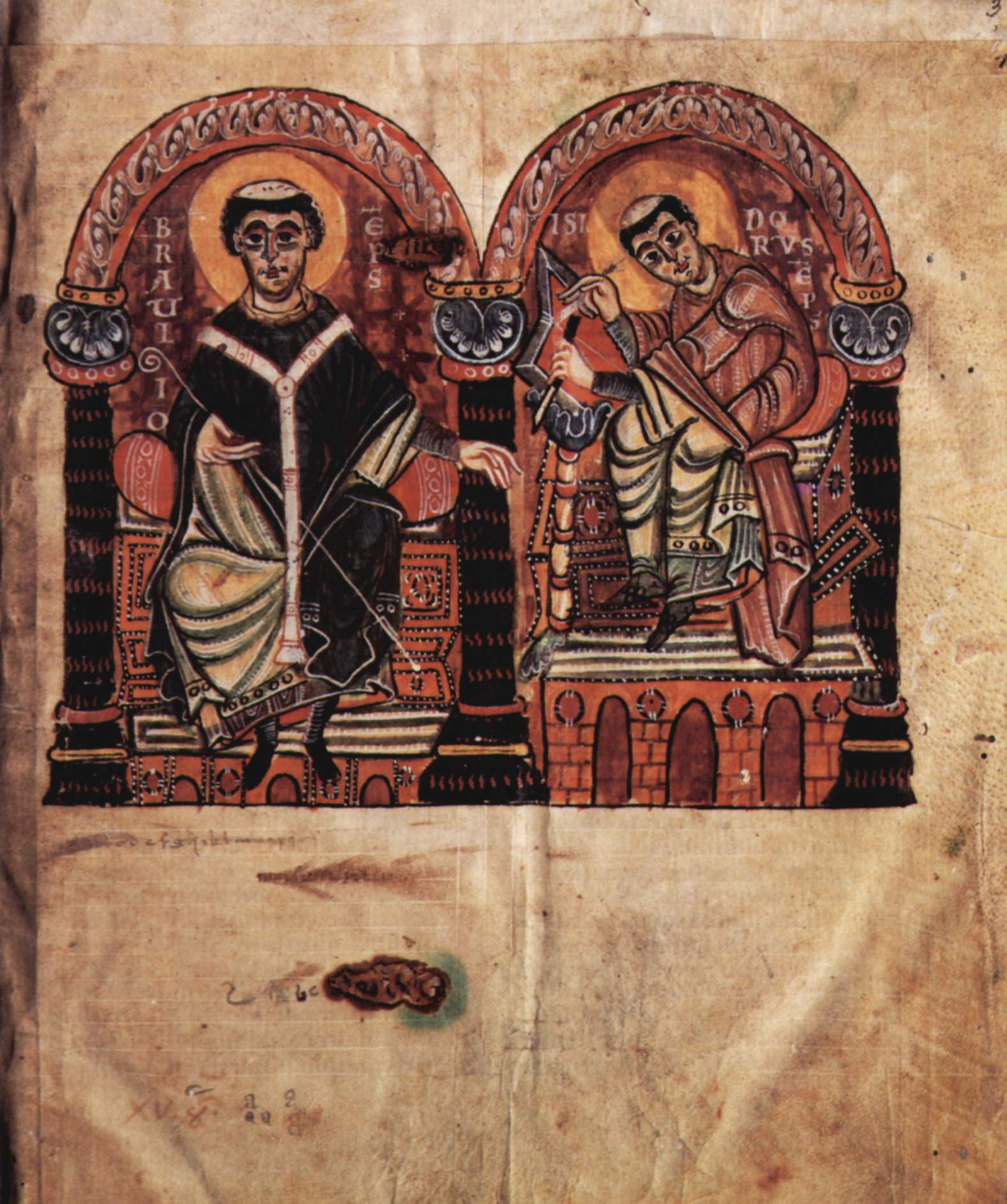
Isidor von Sevilla († 636)

- Isidor, Lazare (1813–1888), Großrabbiner Frankreichs
- Isidor, Wilson (* 2000), französischer Fußballspieler
- Isidore, Noa (* 2004), französischer Radrennfahrer
- Isidoro, Micael (* 1982), portugiesischer Straßenradrennfahrer
- Isidoros von Charax, römischer Geograph
- Isidoros von Chios, Heiliger, Märtyrer und Schutzpatron von Venedig, von Chios und der Seeleute
- Isídrez, Julia (* 1967), paraguayische Keramikkünstlerin
- Isidro, Pedro (* 1985), portugiesischer Leichtathlet

### Isie
- Isielonis, Blanka (* 1978), polnische Snowboarderin

### Isig
- İşigüzel, Şebnem (* 1973), türkische Schriftstellerin

### Isij
- Isijara, Jesús (* 1989), mexikanischer Fußballspieler

### Isik
- Isik, Aydin (* 1978), Kabarettist, Schauspieler, Regisseur, Autor
- Işık, Ayhan (1929–1979), türkischer Schauspieler
- Işık, Cengiz (* 1949), türkischer Klassischer Archäologe
- Işık, Esen (* 1969), türkisch-schweizerische Regisseurin und Drehbuchautorin
- Işık, Fahri (* 1944), türkischer Klassischer Archäologe
- Işık, Fatma (* 1991), deutsch-türkische Fußballnationalspielerin
- Işık, Fikri (* 1965), türkischer Politiker
- Işık, Hasan Esat (1916–1989), türkischer Diplomat und Politiker
- Işık, Haydar (1937–2021), kurdischer Lehrer, Schriftsteller und Übersetzer
- Işık, Mehmet Can (* 1993), türkischer Fußballspieler
- Işık, Sabahat (1927–2005), türkische Schauspielerin
- Işık, Timur (* 1980), deutscher Schauspieler
- Işık, Volkan (* 1967), türkischer Rallyefahrer

### Isil
- Işılar, Osman Nuri (* 1953), türkischer Fußballtrainer

### Isim
- Isimat-Mirin, Nicolas (* 1991), französischer Fußballspieler

### Isin
- Işın, Deniz (* 1992), türkische Schauspielerin
- Isinder, Melchior († 1588), deutscher evangelischer Theologe
- Ising, Erika (1928–2019), deutsche Germanistin und Sprachwissenschaftlerin
- Ising, Ernst (1900–1998), deutsch-amerikanischer Mathematiker und Physiker
- Ising, Georg Hilmar (1637–1708), evangelischer Theologe, Historiker und Autor
- Ising, Gustav (1883–1960), schwedischer Teilchenphysiker und Geophysiker
- Ising, Ignaz (1845–1919), deutscher Balneologe und Badearzt
- Ising, Jane (1902–2012), deutsch-US-amerikanische Wirtschaftswissenschaftlerin
- Ising, Johannes (1902–1971), deutscher Politiker (CDU)
- Ising, Julius von (1832–1898), preußischer Generalleutnant und Kommandant des Berliner Zeughauses
- Ising, Meinhard von (1790–1861), preußischer Generalmajor
- Ising, Rudolf (1903–1992), US-amerikanischer Animator, Filmproduzent und -regisseur
- Isingrim († 1180), Abt des Klosters Ottobeuren
- Isingrim († 1090), salzburgischer römisch-katholischer Geistlicher
- Isings, Ina (1919–2018), niederländische klassische Archäologin

### Isio
- Isiordia, Raúl (* 1952), mexikanischer Fußballspieler

### Isis
- Isis, Nebenfrau des altägyptischen Königs (Pharao) Thutmosis II. und Mutter des Königs Thutmosis III.
- Isisnofret, Gemahlin des Pharaos Ramses II.

### Isit
- Isitan, Isaac, kanadischer Dokumentarfilmregisseur
- Isitt, Debbie (* 1966), englische Filmregisseurin, Comicautorin und Performerin
- Isitt, Kate, britische Schauspielerin

### Isiz
- Isizoh, Denis Chidi (* 1956), nigerianischer römisch-katholischer Geistlicher und Bischof von Aguleri